# Mimolophia ivorensis
Mimolophia ivorensis là một loài bọ cánh cứng trong họ Cerambycidae.